# لاچبوی (کلرادو)
لاچبوی (به انگلیسی: Lochbuie) شهری در ایالت کلرادو کشور ایالات متحده آمریکا است که جمعیت آن در سرشماری سال ۲۰۱۰ میلادی، ۴٬۷۲۶ نفر بوده‌است.